# Typhlocirolana leptura
Typhlocirolana leptura là một loài chân đều trong họ Cirolanidae. Loài này được Botosaneanu, Boutin & Henry miêu tả khoa học năm 1985.